# Торнтон, Дэвид Ховард
Дэ́вид Хо́вард То́рнтон (англ. David Howard Thornton; род. 30 ноября 1979, Хантсвилл, Алабама) — американский актёр. Известность получил благодаря роли клоуна Арта в фильмах «Ужасающий» (2016), «Ужасающий 2» (2022) и «Ужасающий 3» (2024). Также озвучивает игры, аниме и мультсериалы.

## Ранние годы
Торнтон вырос в Хантсвилле (Алабама). Именно там в детстве он впервые появился на сцене в постановке местной театральной труппы «Fantasy Playhouse Children’s Theater». Окончил хантсвиллскую среднюю школу Гриссо и получил степень бакалавра в гуманитарном колледже Университета Монтевалло, расположенном в центральной части Алабамы. В зрелом возрасте актёр обнаружил у себя аутизм.

## Карьера
Торнтон озвучил много кино-, аниме-, теле- и игровых персонажей: в 2011 году — Мальвика, Вольрана и Тенго в Two Worlds II: Pirates of the Flying Fortress, в 2013 году — Анвила, доктора Блоттера и шахтёра Бэгги в Ride to Hell: Retribution и Шизоку, Металлического Мутта и Токситоада в Invizimals: The Lost Kingdom. В 2015 году он принял участие в озвучке манги Miss Hokusai. С 2016 по 2017 год он появлялся в роли Джокера в фанатском веб-сериале «Найтвинг: Эскалация», а затем снялся в «Готэме» — оба проекта созданны по мотивам DC Comics.
В 2016 году Торнтон исполнил роль клоуна Арта в фильме «Ужасающий» и был за него номинирован на Fangoria Chainsaw Awards в категории «лучшая мужская роль второго плана»; картина ознаменовала первое появление Арта в его сольной кинофраншизе «Ужасающий». В 2022 году Торнтон повторил роль Арта в фильме «Ужасающий 2», который получил положительные отзывы со стороны рецензентов и стал хитом в прокате, собрав при бюджете в 250 тысяч долларов более 15 миллионов долларов. В том же году актёр снялся в фильме «Злой», переосмыслении сказки «Как Гринч украл Рождество» в виде ужасов.
Торнтон предстал в образе клоуна Арта в сериале 2023 года «Ничегошеньки», вышедшем на потоковом сервисе Peacock, и фильме 2024 года «Ужасающий 3». Также актёр изобразил игрока 2 в ленте «Стрим» и пародию на Микки Мауса в слэшере «Микки Монстр» (2025). Дэвид сыграет приманку для зомби-акулы в будущем фильме «Ночь живых мертвецов 2», а также вернётся к роли клоуна Арта для «Ужасающего 4» и игрока 2 в «Стриме 2».

## Фильмография

### Кино
| Год  | Фильм                  | Роль                     | Комментарии                      | Ист.                              |
| ---- | ---------------------- | ------------------------ | -------------------------------- | --------------------------------- |
| 2015 | Miss Hokusai           | дополнительные голоса    | озвучивание                      | [ 5 ] [ 6 ]                       |
| 2016 | Ужасающий              | клоун Арт                |                                  | [ 5 ] [ 38 ] [ 39 ]               |
| 2019 | Крайние меры           | Бамбо                    | озвучивание                      | [ 5 ] [ 39 ]                      |
| 2021 | Тёмные подношения      | Тим Кобб                 |                                  | [ 5 ] [ 39 ]                      |
| 2022 | Ужасающий 2            | клоун Арт                |                                  | [ 5 ] [ 38 ] [ 39 ]               |
| 2022 | Злой                   | Злой                     |                                  | [ 38 ] [ 39 ]                     |
| 2024 | Стрим                  | игрок 2                  |                                  | [ 5 ] [ 32 ] [ 33 ] [ 34 ] [ 38 ] |
| 2024 | Ужасающий 3            | клоун Арт                |                                  | [ 31 ] [ 40 ]                     |
| 2025 | Дикий Джокер           | Джокер                   | фанатский короткометражный фильм | [ 41 ]                            |
| 2025 | Микки Монстр           | Микки Монстр             |                                  | [ 42 ] [ 43 ]                     |
| TBA  | Ночь живых мертвецов 2 | приманка для зомби-акулы |                                  | [ 5 ] [ 44 ]                      |
| TBA  | Ужасающий 4            | клоун Арт                |                                  |                                   |
| TBA  | Стрим 2                | игрок 2                  |                                  | [ 37 ]                            |

### Сериалы
| Год  | Сериал                             | Роль                           | Комментарии                                 | Ист.                 |
| ---- | ---------------------------------- | ------------------------------ | ------------------------------------------- | -------------------- |
| 2017 | Готэм                              | упорядоченный                  | серия: «A Dark Knight: The Blade’s Path»    | [ 5 ]                |
| 2019 | The Bravest Knight                 | Билли / Ньюит                  | 2 серии озвучивание                         | [ 5 ]                |
| 2020 | Театр Госпожи Мира                 | клоун Арт / в роли самого себя | серия: «Hallowday Special II»               |                      |
| 2021 | Путь Альмы                         | SFX-бокс                       | серия: «No-Go Mofongo/Alma vs. Eddie» Voice | [ 5 ] [ 6 ]          |
| 2023 | Ничегошеньки                       | клоун Арт                      | серия: «Show Me the Way»                    | [ 25 ] [ 26 ] [ 39 ] |
| 2024 | A Very Special Terrifier Christmas | клоун Арт                      |                                             | [ 45 ] [ 46 ]        |

### Веб-сериалы
| Год       | Сериал              | Роль   | Комментарии | Ист.         |
| --------- | ------------------- | ------ | ----------- | ------------ |
| 2016—2017 | Найтвинг: Эскалация | Джокер | 6 серий     | [ 5 ] [ 39 ] |

### Компьютерные игры
| Год  | Игра                                          | Роль                                    | Комментарии | Ист.  |
| ---- | --------------------------------------------- | --------------------------------------- | ----------- | ----- |
| 2011 | Two Worlds II: Pirates of the Flying Fortress | Мальвик / Вольран / Тенго               | озвучивание | [ 5 ] |
| 2013 | Ride to Hell: Retribution                     | Анвил / доктор Блоттер / шахтёр Бэгги   | озвучивание | [ 6 ] |
| 2013 | Invizimals: The Lost Kingdom                  | Шизоку / Металлический Мутт / Токситоад | озвучивание | [ 5 ] |

### Клипы
| Год  | Группа и песня                   | Роль      | Комментарии | Ист.   |
| ---- | -------------------------------- | --------- | ----------- | ------ |
| 2024 | Ice Nine Kills — «A Work of Art» | клоун Арт |             | [ 47 ] |

## Награды и номинации
| Год  | Награда                  | Категория                    | Номинация за | Результат | Ист.  |
| ---- | ------------------------ | ---------------------------- | ------------ | --------- | ----- |
| 2019 | Fangoria Chainsaw Awards | «Лучший актёр второго плана» | «Ужасающий»  | Номинация | [ 7 ] |